# Jože Babič (učitelj)
Jože Babič, slovenski učitelj, * 10. marec 1904, Marezige, † 21. julij 1986, Koper.
Rodil se je v kmečki družini očetu Andreju in materi Ani (roj. Koren). Po končani ljudski šoli je obiskoval učiteljišče v Trstu in tam 1926 opravil maturo, ter 1944 diplomiral na Višji pedagoški šoli v Ljubljani. Služboval je na šolah v Trstu (1926-1929) ter nato zaradi pritiska fašistov odšel v Kraljevino Jugoslavijo, kjer je živel v letih 1929−1945, se po koncu vojne vrnil v Trst in tu poučeval na raznih srednjih šolah. Leta 1966 se je upokojil. Napisal je dve šolski knjigi: Strojepis. Teoretični in praktični priročnik za samouke (Trst, 1950) in Higiena za strokovne šole in tečaje (Trst, 1955).